# Yahrom
Yahrom (en persa, جهرم) es una ciudad iraní localizada a unos 170 kilómetros al sur de Shiraz, en la provincia de Fars. Está situada a una altitud de 1050 metros. En sus alrededores se encuentran las localidades de Lar, Fasá, Firuzabad, Jafr, Zarrindasht y Qirokarzín. Es la capital del condado de Yahrom, según el censo del año 2016, tenía una población de 141,634 habitantes, son chiitas